# 4844 Matsuyama
4844 Matsuyama è un asteroide della fascia principale. Scoperto nel 1991, presenta un'orbita caratterizzata da un semiasse maggiore pari a 2,5545922 au e da un'eccentricità di 0,2181945, inclinata di 5,95758° rispetto all'eclittica.
L'asteroide è dedicato all'astronomo amatoriale giapponese Masanori Matsuyama.